# Because of You (canção de Kelly Clarkson)
"Because of You" é uma canção da artista musical estadunidense Kelly Clarkson contida em seu segundo álbum de estúdio, Breakaway (2004). Foi composta pela cantora juntamente com David Hodges e Ben Moody e produzida pelos dois últimos. A faixa foi lançado como quarto single do disco em 16 de agosto de 2005. Ela originalmente escreveu a primeira versão da obra quando tinha 16 anos, a fim de lidar com o divórcio de seus pais. A intérprete queria incluir a música em seu produto de estreia, Thankful (2003), mas seu pedido não foi aceito por sua gravadora. Consequentemente, teve que aperfeiçoar o número com Hodges e Moody antes de convencer a RCA Records a selecioná-la no seu seguinte trabalho.
Liricamente, "Because of You" explora a dor emocional de um relacionamento nocivo. É considerado um hino impetuoso ao pai de Clarkson. A canção recebeu revisões positivas da mídia especializada, com a maioria dos críticos elogiando a performance vocal da artista. A música alcançou sucesso comercial, liderando as tabelas da Dinamarca, Países Baixos, Suíça e a genérica Pop Songs. Também ficou entre as dez primeiras nos Estados Unidos, Alemanha, Austrália, Áustria, Canadá, Hungria, Irlanda e Reino Unido. Obteve maior destaque no Brasil, onde atingiu a primeira colocação do periódico publicado pela Crowley Broadcast Analysis e finalizou o ano de 2006 como a mais tocada no país, além de ter sido certificada como platina pela Associação Brasileira dos Produtores de Discos (ABPD).
Seu vídeo musical acompanhante foi dirigido por Vadim Perelman. A cantora escreveu o roteiro refletindo a dor que ela sentiu devido ao divórcio de seus pais. A gravação mostra Clarkson discutindo com o marido na frente de sua filha antes de perceber que estava repetindo o mesmo erro de sua família. Ganhou na categoria de Melhor Vídeo Feminino do MTV Video Music Awards de 2006. A canção fez parte do repertório das turnês "My December Tour" (2007) e "All I Ever Wanted Tour" (2009). Foi reinterpretada por vários artistas, como Ronan Parke, vice-campeão da quinta temporada do Britain's Got Talent, e incluída na trilha sonora da telenovela brasileira Belíssima (2005-06).

## Antecedentes
"Minha maior canção em todo o mundo é 'Because of You'. Essa música realmente é a mais deprimente que eu já compus. Eu quis colocá-la em 'Thankful', e riram e disseram que eu não era uma boa compositora. Então eu tentei incluí-la em 'Breakaway' – e a gravadora viu o resultado, as pessoas respondendo a faixa, e permitiram que ela fosse lançada como single. Então levaram o crédito por seu sucesso, é claro."

—Clarkson falando sobre tentar selecionar a faixa em seu álbum "Thankful"

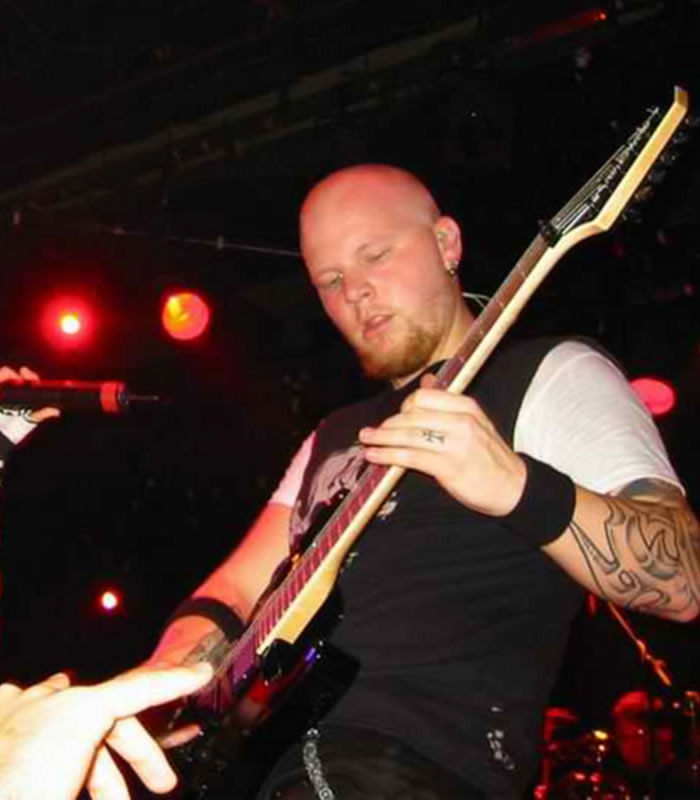
Ben Moody ficou impressionado com a música depois de ouvir a fita que Clarkson enviou-lhe.

"Because of You" foi composta por Clarkson, David Hodges e Ben Moody, e produzida pelos dois últimos. Eles também trabalharam em uma faixa intitulada "Addicted",  contida no álbum da artista, Breakaway (2004). A cantora originalmente escreveu a primeira versão de "Because of You" quando tinha 16 anos, como uma forma de lidar com o sofrimento emocional causado pelo divórcio de seus pais. Ela elaborou a letra da música em menos de 25 minutos.
Em entrevista ao The Guardian, Clarkson disse que queria incluir a composição em seu primeiro álbum, Thankful (2003), mas foi ridicularizada. Então, ela aperfeiçoou a faixa com Moody e Hodges. A artista explicou: "Ouvindo o disco do Evanescence, você pode obviamente dizer que David e Ben têm uma verdadeira paixão pela música e por este tipo de tema. E eu tenho uma grande voz e gosto de música que se coincide com ela, então foi uma verdadeira equipe dos sonhos."
Segundo Moody, ele ficou muito impressionado com Clarkson e a obra em si, dizendo: "Ela tinha essas ideias já em vigor para as faixas, tudo que eu realmente tinha que fazer era criar uma música em torno delas e desenvolvê-las. Foi muito fácil." A cantora também admitiu que "Because of You" é o número mais deprimente que já escreveu. Apesar da revelação, ela disse à Entertainment Weekly em agosto de 2011 que queria ser lembrada por esta composição porque tinha trabalhado muito para selecioná-la em Breakaway (2004), quando todo mundo estava contra ela. Adicionando: "Eu acho que estou mais orgulhosa dessa canção — colocá-la em um disco, porque ninguém gostava dela até atingir o número um mundialmente e todos começarem a gostar."

## Composição
"Because of You" é uma balada ao piano com uma duração de três minutos e quarenta segundos. A música está composta na tonalidade de Mi menor e no tempo de assinatura comum infundida no metrônomo de 69 batidas por minuto. O alcance vocal de Clarkson abrange mais de dois oitavos das notas de Sol3 até a de Mi5. Bill Lamb, do About.com, descreveu a canção como "uma grande balada pop que expressa uma emoção crua." Tony Heywood, do MusicOMH, observou que o arranjo de piano da faixa lembra Tori Amos. Liricamente, a obra é um hino impetuoso para o pai da cantora, e explora a dor emocional de um relacionamento nocivo. A composição começa com a artista cantarolando sobre um piano melancólico criando um "tom invernal." Quando o refrão inicia-se, fica possível de ouvir o grunhido de guitarra, e as letras: "Por sua causa eu nunca ando muito longe da calçada/Por sua causa eu aprendi a jogar do lado seguro assim eu não me machuco", foram consideradas "tocantes" por Dave Donelly, do Sputnikmusic.

## Crítica profissional
| Críticas profissionais | Críticas profissionais |
| Avaliações da crítica  | Avaliações da crítica  |
| Fonte                  | Avaliação              |
| ---------------------- | ---------------------- |
| About.com              | [ 11 ]                 |

Dave Donelly, do Sputnikmusic, comparou a canção a "My Immortal" de Evanescence. Ele acrescentou que Clarkson conseguiu assumir a música de piano a uma direção diferente, com um "tempestuoso, vocal de hard blues... evitando o típico aumento de tonalidade no decorrer do refrão final". Por outro lado, Bill Lamb, do About.com, criticou sua letra e considerou-a como um trabalho de uma garota de 16 anos ao invés de uma compositora pop talentosa. Christa L. Titus, da Billboard, elogiou a faixa por ausentar o fator sentimental: "apenas um potente, aflito, maduro hino de uma bruta perda e traição." Pam Avoledo, do Blogcritics, pensou que vocalmente, a composição é o momento de "brilho" de Clarkson.  Tony Heywood, do MusicOMH, observou que a voz da cantora está "cheia de vulnerabilidade, sofrimento e orgulho ferido." Em julho de 2008, a BBC News noticiou que de acordo com a Performing Right Society, "Because of You" foi a segunda obra mais tocada no Reino Unido nos últimos cinco anos, atrás de "Bad Day" (2005) de Daniel Powter.

## Vídeo musical

### Desenvolvimento
O vídeo musical acompanhante para "Because of You" foi dirigido por Vadim Perelman e produzido por Rhonda Vernet. A cantora escreveu o roteiro refletindo a dor que ela sentiu devido separação de seus pais. Todavia, Clarkson também permitiu que Perelman assumisse o controle da produção do trabalho. De acordo com o cineasta, ele queria criar uma desconexão para mostrar "que esse tipo de família disfuncional pode existir em qualquer lugar." Em entrevista ao MTV News, a intérprete confessou que o enredo é triste, racionalizando: "É uma canção triste, então o vídeo obviamente deve seguir essa linha. Mas termina tudo muito feliz e a minha família, acaba por quebrar o ciclo dos meus pais." A artista disse que pediu a permissão de seus pais, para abordar o tema: 

Isto é muito íntimo [para mim]. Eu entrei em acordo com a minha família e tudo mais porque eles acham que é importante, porque estamos obviamente muito diferentes agora do que estávamos quando éramos mais novos. E é essencial que as pessoas vejam o tipo de emoção crua que acontece na vida. É chato às vezes, por isso é importante ver que penso. E é isso que estamos retratando no vídeo.— Clarkson, em entrevista à MTV News.
A versão mais nova de Clarkson é interpretada por Kennedy Nöel, filha de seu diretor musical, Jason Halbert. O vídeo estreou em 3 de outubro de 2005, no programa Total Request Live.

### Sinopse

No vídeo autobiográfico, Clarkson encontra-se com sua versão mais nova (Kennedy Nöel), e acaba por reviver seus problemas de infância, causado pelo divórcio de seus pais.

O vídeo começa na casa de Clarkson. Lá, ela e seu parceiro estão envolvidos em uma discussão, e em um ponto ele ameaça quebrar um quadro da família. O tempo congela e seu marido torna-se imóvel; a cantora no entanto ficou imune a isso. Olhando ao redor de sua residência, ela vê-se como criança. De mãos dadas, suas respectivas versões revivem a sua infância conturbada, então várias lembranças dolorosas são vistas, como a jovem mostrando um desenho para seu pai, cujo joga-o na pia, e sua mãe preparando um jantar não consumido. Estes acontecimentos fazem sua mãe medicar-se com pílulas e chorar na frente da garota. O momento da separação é finalmente presenciado quando os pais da intérprete brigam fisicamente, jogando objetos entre si. Logo depois, seu pai arruma suas malas e parte, apesar da versão mais nova tentar fazê-lo ficar. Ao voltar para o presente, o tempo descongela e ela reata com seu companheiro. Quando percebem que sua filha tinha assistido a briga, os três abraçam-se. Ao longo do trabalho Clarkson é mostrada cantando na varanda frontal, em uma cama e em um quarto repleto de espelhos.

### Recepção
Elizabeth Black, da VH1, posicionou o vídeo no número quatro em sua lista dos "Cinco Vídeos Musicais Emotivos". Ela explicou: "Kelly Clarkson praticamente chora através de suas expressões de mágoa e raiva da dor que seu pai causou-lhe por sua ausência e falta de amor." A cantora ganhou na categoria feminina do MTV Video Music Awards de 2006, por este trabalho. Mas perdeu na Escolha da Audiência para "Dance, Dance" (2005) de Fall Out Boy. Na premiação canadense MuchMusic Video Awards de 2006, Clarkson foi honrada em votação aberta como a Artista Internacional Favorita por "Because of You". Perdeu para "Boyfriend" (2005) de Ashlee Simpson na classificação de gênero pop do MTV Australia Video Music Awards de 2006. De acordo com Jocelyn Vena, da MTV, esta produção foi referenciada em "Mine" (2010) de Taylor Swift, escrevendo: "Quando a personagem de Swift recorda as brigas que seus pais costumavam ter, suas memórias são reminiscentes as tentativas de Clarkson de exorcizar os demônios de seu passado para ter amor em seu futuro."

## Apresentações ao vivo
Clarkson divulgou a faixa na 48ª edição dos Grammy Awards, em 8 de fevereiro de 2006, no Staples Center em Los Angeles, Califórnia. Ela usava um vestido vermelho cantando ao lado de um piano de cauda, recebendo a seguir críticas positivas por sua performance. Elysa Gardner, do USA Today, elogiou a apresentação da cantora e classificou-a como uma das três melhores do evento, congratulando também seu amadurecimento desde sua participação no American Idol. Yahoo! Music louvou a interpretação da canção, chamando-a de "perfeita" apesar de dizer que era "uma pequena reminiscência das muitas medíocres baladas superficiais apregoadas no 'Idol'." Em 21 de agosto de 2007, a artista cantou "Because of You" e "Never Again" na quinta temporada do Canadian Idol.
"Because of You" fez parte da seleção da turnê My December Tour (2007). A divulgação foi acompanhada apenas por um órgão da Wurlitzer que rendeu a cantora uma salva de palmas prolongada ao alcançar uma nota alta. Ao excursionar em Beacon Theatre, Nova Iorque, a artista cantou a música utilizando somente um teclado, considerado por Donna Freydkin, do USA Today, como o momento mais marcante do evento. A faixa também foi incluída no repertório da digressão All I Ever Wanted Tour (2009). A performance da canção no Hammerstein Ballroom, Nova Iorque, recebeu uma crítica positiva de Jim Cantiello, da MTV. Ele explicou que a poderosa interpretação de Clarkson "literalmente interrompeu o show [...] por quase 30 segundos porque a platéia aplaudia loucamente." Caryn Ganz, da Rolling Stone, notou que a cantora apresentou a obra em homenagem à Reba McEntire, que estava entre os espectadores.

## Regravações e uso na mídia
Em 4 de junho de 2011, o concorrente do Britain's Got Talent, Ronan Parke interpretou "Because of You" no final da quinta temporada do programa. Sua apresentação rendeu aplausos de pé de todos presentes. Em seguida ele incluiu sua versão no seu álbum de estreia epônimo. Lisa Tucker cantou a faixa na quinta temporada do American Idol. No entanto, os jurados deram-lhe críticas negativas e foi consequentemente
eliminada. A cantora Kim Bo Kyung fez uma performance da obra para o talent show da Coréia do Sul, Superstar K2, sendo considerado um dos destaques do espetáculo. Após sua eliminação, ela regravou a composição em estúdio e disponibilizou-a como download digital, devido a uma grande demanda. O grupo feminino sul coreano Orange Caramel, fez um cover do trabalho no especial de natal da rede televisiva MBC, "ICON". Além destas regravações, "Because of You" foi incluída na trilha sonora da telenovela brasileira Belíssima, exibida pela Rede Globo entre 2005 e 2006.

## Faixas e formatos
"Because of You" foi lançada nas lojas virtuais britânicas contendo apenas a música como faixa com uma duração máxima de três minutos e quarenta segundos. Foi lançado um CD single contendo quatro números, sendo um deles seu single anterior "Since U Been Gone". Uma seleção de remixes da canção foi distribuída digitalmente através da iTunes Store.
| Download digital |                  |         |  |
| N.º              | Título           | Duração |  |
| 1.               | "Because of You" | 3:40    |  |

| CD single |                                            |         |  |
| N.º       | Título                                     | Duração |  |
| 1.        | "Because of You" (versão do álbum)         | 3:39    |  |
| 2.        | "Since U Been Gone"                        | 3:21    |  |
| 3.        | "Because of You" (Jason Nevins Radio Edit) | 3:58    |  |
| 4.        | "Because of You"                           | 3:39    |  |

| Download digital de remixes |                                                                    |         |  |
| N.º                         | Título                                                             | Duração |  |
| 1.                          | "Because of You" (Jason Nevins Radio)                              | 3:40    |  |
| 2.                          | "Because of You" (Jason Nevins Club Mix)                           | 6:24    |  |
| 3.                          | "Because of You" (Jason Nevins Club With Intro Breakdown)          | 6:24    |  |
| 4.                          | "Because of You" (Jason Nevins Dub)                                | 7:53    |  |
| 5.                          | "Because of You" (Jason Nevins Club Instrumental)                  | 6:24    |  |
| 6.                          | "Because of You" (Jason Nevins Radio Instrumental)                 | 3:58    |  |
| 7.                          | "Because of You" (Jason Nevins Remix - versão acústica sem cordas) | 3:51    |  |
| 8.                          | "Because of You" (Jason Nevins Acoustic)                           | 3:50    |  |
| 9.                          | "Because of You" (Jason Nevins Acapella)                           | 3:54    |  |

## Créditos
Lista-se abaixo os profissionais envolvidos na elaboração de "Because of You", de acordo com o encarte do álbum Breakaway:
| - Kelly Clarkson - vocal principal, composição e vocais de apoio - Ben Moody - composição, produção e guitarra - David Campbell - arranjo de cordas - David Hodges - composição, produção e arranjo de cordas - Marty O'Brien - baixo | - John Hanes - edição vocal - Mark Colbert - bateria - Sergio Chavez - assistente de engenharia - Serban Ghenea - mixagem - Tim Roberts - assistente de mixagem |

## Desempenho nas tabelas musicais
Nos Estados Unidos, "Because of You" entrou na Billboard Hot 100 na 99ª posição na edição de 3 de setembro de 2005. Em 19 de novembro, a canção alcançou a 7ª ocupação, tornando-se o sexto single da artista a ficar entre os dez primeiros na tabela. Liderou também a parada genérica Pop Songs em 29 de outubro. É a sétima faixa mais executada na década de 2000 no gráfico compilado pela Billboard. Em 31 de janeiro de 2008, foi certificada como disco de platina pela Recording Industry Association of America (RIAA), registrando em abril de 2010, mais de 1 milhão e meio de cópias comercializadas digitalmente, segundo Nielsen SoundScan. No Canadá, a música debutou na sexagésima colocação na Canadian Hot 100 na semana de 14 de julho de 2007. Duas semanas depois, saltou para a trigésima sexta, permanecendo lá por duas publicações seguintes. Desde então, foi disco de ouro pela Music Canada por exportar mais de 40 mil unidades. A composição também listou-se no sétimo lugar na classificação britânica UK Singles Chart em 4 de dezembro de 2005, obtendo um certificado de ouro emitido pela British Phonographic Industry (BPI) devido às mais de 400 mil cópias vendidas.
"Because of You" obteve maior destaque no Brasil; atingiu o topo da tabela publicada pela Crowley Broadcast Analysis e finalizou o ano de 2006 como a mais tocada no país, recebendo uma certificação de platina da Associação Brasileira dos Produtores de Discos (ABPD) por mais de 100 mil downloads pagos. Na Austrália, a canção estreou no quarto posto em 5 de dezembro de 2005. Foi certificada como disco de ouro pela Australian Recording Industry Association (ARIA) por comercializar mais de 35 mil cópias. A composição debutou na 37ª ocupação na tabela neozelandesa Recording Industry Association of New Zealand, e atingiu a 19ª semanas depois. Em 20 de maço de 2006, esteve no oitavo emprego no periódico alemão Media Control Charts. Publicações seguintes, ocupou o quarto e permaneceu por lá três semanas consecutivas. Ao vender 150 mil unidades no país, a Bundesverband Musikindustrie (BVMI) classificou a obra como ouro. Na Europa, "Because of You" obteve um sucesso comercial. A faixa liderou as paradas da Holanda e da Suíça, e situou-se entre as dez primeiras na Áustria, Bélgica (Flandres), Irlanda e Noruega, onde foi certificada com dois discos de platina.
| Tabela musical (2005-06)                                      | Melhor posição |
| ------------------------------------------------------------- | -------------- |
| Alemanha - Media Control Charts                               | 4              |
| Austrália - ARIA Charts                                       | 4              |
| Áustria - Ö3 Austria Top 40                                   | 3              |
| Bélgica (Flandres) - Ultratop 50                              | 3              |
| Bélgica (Valônia) - Ultratop 40                               | 16             |
| Brasil - Crowley Broadcast Analysis                           | 1              |
| Canadá - Canadian Hot 100                                     | 36             |
| Dinamarca - Tracklisten                                       | 1              |
| Eslováquia - IFPI Slovenská Republika                         | 75             |
| Estados Unidos - Billboard Hot 100                            | 7              |
| Estados Unidos - Pop Songs                                    | 1              |
| Estados Unidos - Hot Dance Club Songs                         | 24             |
| França - Syndicat National de l'Édition Phonographique        | 13             |
| Hungria - Magyar Hanglemezkiadók Szövetsége                   | 2              |
| Irlanda - Irish Recorded Music Association                    | 5              |
| Noruega - VG-lista                                            | 5              |
| Nova Zelândia - Recording Industry Association of New Zealand | 19             |
| Países Baixos - Mega Single Top 100                           | 1              |
| Reino Unido - UK Singles Chart                                | 7              |
| Chéquia - IFPI Česká Republika                                | 13             |
| Suécia - Sverigetopplistan                                    | 30             |
| Suíça - Schweizer Hitparade                                   | 1              |
| União Europeia - European Hot 100                             | 1              |

| Tabela musical (2006)                       | Posição |
| ------------------------------------------- | ------- |
| Alemanha - Media Control Charts             | 19      |
| Austrália - ARIA Charts                     | 58      |
| Áustria - Ö3 Austria Top 40                 | 19      |
| Bélgica (Flandres) - Ultratop 50            | 48      |
| Bélgica (Valônia) - Ultratop 40             | 22      |
| Brasil - Crowley Broadcast Analysis         | 1       |
| Estados Unidos - Billboard Hot 100          | 39      |
| Hungria - Magyar Hanglemezkiadók Szövetsége | 11      |
| Países Baixos - Mega Single Top 100         | 55      |
| Reino Unido - UK Singles Chart              | 83      |
| Suíça - Schweizer Hitparade                 | 8       |

| País                       | Certificação |
| -------------------------- | ------------ |
| Alemanha - BVMI            | Ouro         |
| Austrália - ARIA           | Ouro         |
| Brasil - ABPD              | Platina      |
| Canadá - Music Canada      | Ouro         |
| Dinamarca - IFPI Dinamarca | Ouro         |
| Estados Unidos - RIAA      | Platina      |
| Noruega - IFPI Noruega     | 2× Platina   |

## Histórico de lançamento
"Because of You" foi adicionada nas rádios estadunidenses em 16 de agosto de 2005. Sua distribuição digital ocorreu nos Estados Unidos e na França pela iTunes Store. Foi também comercializada como CD single nos países europeus.
| País           | Data                   | Formato                     | Gravadora   |
| -------------- | ---------------------- | --------------------------- | ----------- |
| Estados Unidos | 16 de agosto de 2005   | Rádio mainstream            | RCA Records |
| Estados Unidos | 29 de setembro de 2005 | Download digital de remixes | RCA Records |
| França         | 17 de novembro de 2005 | Download digital            | RCA Records |
| Reino Unido    | 28 de novembro de 2005 | CD single                   | Sony BMG    |
| União Europeia | 10 de janeiro de 2006  | CD single                   | Sony BMG    |
| Dinamarca      | 24 de novembro de 2006 | CD single                   | RCA Records |

## Versão de Reba McEntire e Kelly Clarkson
"Because of You" foi gravada pela artista musical Reba McEntire para seu vigésimo quarto álbum de estúdio Reba: Duets (2007), como um dueto com Clarkson. Foi lançada como primeiro single do disco em 15 de maio de 2007. A canção recebeu revisões mistas da mídia especializada, com os críticos sentindo que apesar de McEntire cantar agradavelmente, ela não trouxe nada de novo para a faixa. A parceria rendeu uma indicação ao 50º Grammy Awards na categoria de Best Vocal Country Collaboration. A obra alcançou a segunda colocação da tabela genérica Hot Country Songs. Atingiu também a 50ª e 32ª posição nos Estados Unidos e no Canadá, respectivamente. Seu vídeo musical acompanhante foi dirigido por Roman White, retratando as intervenientes como duas antigas cantoras de salão de Hollywood. O roteiro mostra o relacionamento de Clarkson com seu cônjuge violento que é testemunhado por McEntire. A composição foi apresentada na 42º Academy of Country Music e fez parte do repertório de sua turnê conjunta 2 Worlds 2 Voices Tour (2008).

### Elaboração e divulgação

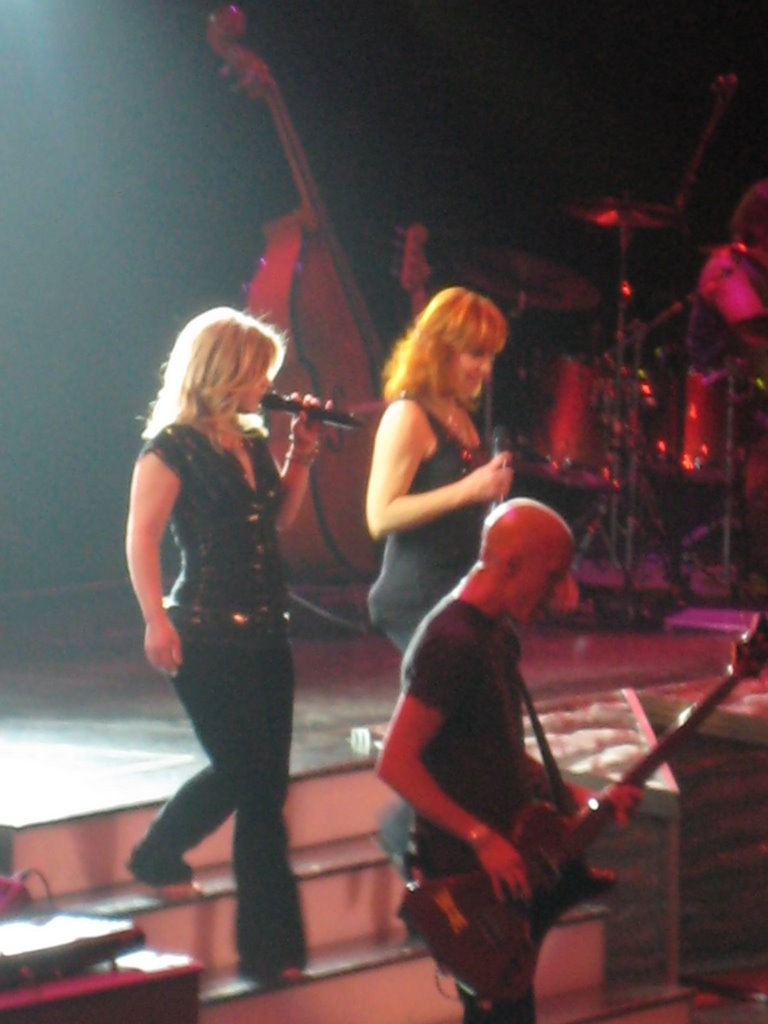
McEntire e Clarkson apresentando "Because of You" juntas na 2 Worlds 2 Voices Tour (2008).

De acordo com McEntire, Clarkson foi a primeira cantora a colaborar com ela para o álbum Reba: Duets (2007).  Ela também afirmou que esta não foi a canção original para ser incluída no produto, foi outra faixa que ambas gravaram intitulada "A Lot Like You". A cantora explicou que seu marido Narvel Blackstock a convenceu a voltar ao estúdio e regravar "Because of You" depois de ouvir ambas ensaiando a obra. Ela declarou: "Narvel viu. Essa não foi uma das músicas que tínhamos conversado sobre gravar — de fato, Kelly e eu já havíamos registrado  'A Lot Like You', para o projeto de dueto, e ele disse, 'Vocês tem que fazer essa juntas', então fizemos." A composição foi oficialmente enviada para as estações de rádios estadunidenses em 15 de maio de 2007, como o primeiro single do disco.
Musicalmente, a canção é diferente da versão original. Thom Jhurek, da Allmusic, descreveu a versão em dueto como "uma balada poderosa demasiada" que incorpora "guitarras compactadas para o ponto de decomposição, cordas deslumbrantes, e enormes batidas de pratos." O uso do violino também foi incluído na parceria, dando-lhe uma qualidade melodramática que foi considerada "desnecessária" por Nancy Dunham do Blogcritics.
McEntire e Clarkson apresentaram "Because of You" juntas pela primeira vez na 42º Academy of Country Music em maio de 2007. No mês seguinte, as duas cantaram a música em um episódio do CMT Crossroads no Ryman Auditorium, que foi exibido na Country Music Television. Em 19 de setembro, eles apareceram no The Oprah Winfrey Show, onde divulgaram a composição. A faixa também fez parte do repertório de sua turnê conjunta 2 Worlds 2 Voices Tour (2008).

### Crítica profissional
Lana Cooper, do PopMatters, admirou o dueto e considerou como "a música mais original do álbum." Ela também sentiu que McEntire e Clarkson complementavam-se na canção, escrevendo: "A parceria do hit de Clarkson mostra duas mulheres com vozes excepcionais e distintivas brincando com uma das outras vantagens." Scott Sexton, do About.com, elogiou a regravação, declarando: "A partir de agora  em qualquer coisa que Reba tocar se transforma em ouro, mas com essa música ela só tem grandes chances de platina." Kevin John Coyne, do Country Universe, congratulou o canto agradável de McEntire, embora segundo o crítico ela não trouxe "nada de novo" para a composição. Ele também acrescentou que a canção "tem o potencial de ser retrabalhada em um confronto de mãe/filha interessante" mas ficou decepcionado porque os pontos de vista da obra não foram alterados. Ele deu ao número um "C-", esclarecendo: "O resultado final é uma faixa que não faz qualquer sentido, e é confusa de ouvir."
McEntire e Clarkson receberam duas indicações nas 42ª e 43ª edições da Academy of Country Music na categoria de Musical Event of the Year e Vocal Event of the Year por "Because of You", ambas perdidas para a colaboração de Tracy Lawrence com Kenny Chesney e Tim McGraw em "Find Out Who Your Friends Are" (2006). No 50º Grammy Awards as duas foram nomeadas por Best Vocal Country Collaboration, mas o troféu foi entregue a Willie Nelson e Ray Price pela música "Lost Highway" (2009). No ASCAP Country Music Awards de de 2008, a canção foi premiada na classificação de Most Performed Songs.

### Vídeo musical
Seu vídeo musical acompanhante dirigido por Roman White estreou em 21 de junho de 2007. Ele descreve as intervenientes como duas antigas cantoras de salão de Hollywood. No roteiro, McEntire encontra Clarkson tentando esconder um hematoma infligido pelo cônjuge violento da última. Na cena seguinte Reba abandona o camarim, por causa de uma discussão envolvendo a outra interveniente e seu namorado. Enquanto se apresentam no palco, Kelly flagra seu parceiro flertando com outra mulher. Após a performance, ela quebra com raiva um vaso no vestiário. Seu companheiro entra na sala para levá-la embora. Ainda apreensiva, Clarkson sai segurando no braço dele antes de olhar hesitantemente para McEntire, cuja fica indignada ao vê-los partir.
No CMT Music Awards de 2008, o vídeo recebeu três indicações. Sendo duas delas Vídeo do Ano e Vídeo Colaborativo do Ano, mas ambas foram perdidas para "Our Song" de Taylor Swift e "Till We Ain't Strangers Anymore" de Bon Jovi com LeAnn Rimes, respectivamente. Seu diretor Roman White, foi nomeado na categoria Diretor do Ano, por este e outros dois trabalhos.

### Faixas e formatos
"Because of You" foi lançada nas lojas virtuais britânicas contendo apenas a música como faixa com uma duração máxima de três minutos e quarenta e dois segundos.
| Download digital do Reino Unido |                                       |         |  |
| N.º                             | Título                                | Duração |  |
| 1.                              | "Because of You" (com Kelly Clarkson) | 3:42    |  |

### Desempenho nas tabelas musicais
Nos Estados Unidos, "Because of You" estreou na 42ª posição na parada genérica Hot Country Songs na semana de 2 de junho de 2007. Na edição de 8 de setembro, a canção saltou para a segunda colocação. Na Billboard Hot 100, a música debutou no 52º posto, e teve seu pico no 50º. No Canadá, a faixa atingiu o trigésimo sexto lugar na publicação de 21 de julho de 2007.
| Tabela musical (2007)              | Melhor posição |
| ---------------------------------- | -------------- |
| Canadá - Canadian Hot 100          | 36             |
| Estados Unidos - Billboard Hot 100 | 50             |
| Estados Unidos - Hot Country Songs | 2              |